# عقد تأجير منتهي بالتمليك
عقد التأجير المنتهي بالتمليك عبارة عن نظام قائم على عقد في قانون الولايات المتحدة وكندا. ويسمح هذا النظام للـشخص باستخدام الملكية الخاصة لمدة محددة، ويمنحه حق شراء هذه الملكية بـالقيمة الباقية المتفق عليها عند انتهاء المدة.
ويسمى عقد التأجير المنتهي بالتمليك بهذا الاسم وذلك لأنه يسري لمدة محددة، ويتفق المؤجر والمستأجر في عقد الإيجار على القيمة المتبقية للملكية التي تم تأجيرها. في معظم الحالات (وخاصة في إيجار السيارات بطريقة البيع القطاعي)، للمستأجر خيار شراء الملكية بالقيمة المتبقية المتفق عليها في نهاية مدة التأجير. ولا يستخدم عقد التأجير المنتهي بالتمليك للملكيات التي تزداد في القيمة.

## تعريفه
إجارة يقترن بها الوعد بتمليك العين المؤجرة إلى المستأجر في نهاية مدة الإجارة أوفي أثنائها، ويتم التمليك بأحد الطرق المبينة في المعيار. وعرفه بعضهم بأنه: عقد يصفه المتعاقدان بأنه إيجار، ويتفقان على أن يقوم المستأجر في هذه الحالة بدفع أجرة لمدة معينة ينقلب العقد بعدها بيعا، وتعتبر الأجرة التي دفعت على أقساط ثمنا للبيع.
ومن أسماؤه: البيع الإيجاري، الإيجار الساتر للبيع، الإيجار الذي ينقلب بيعًا، الإيجار المقترن بوعد البيع.

## نشأته وظهوره
ظهر هذا العقد أول مرة حين قام أحد تجار آلات موسيقية ببيع هذه الآلات مع تقسيط أثمانها إلى عدة أقساط، بقصد رواج مبيعاته، ولضمان الحصول على الثمن لم يلجأ إلى الصورة المعتادة لعقد البيع، وإنما أبرم العقد في صورة إيجار مع حق المستأجر في تملك الآلة باكتمال مدة الإيجار، والتي معها يكون البائع قد استوفى كامل الثمن المحدد لها.
ثم انتقل من الأفراد إلى المصانع، وكان أول المصانع تطبيقاً له هو مصنع سنجر لآلات الحياكة في إنجلترا، حيث كان يقوم بتسليم منتجاته إلى عملائه في شكل عقد إيجار يتضمن إمكانية تملك الآلات المؤجرة بعد تمام سداد مبلغ معين على عدد من الأقساط.
ثم انتشر هذا العقد واستعماله من قِبل شركات السكك الحديدية التي تأسست لتمويل شراء مركبات شركات الفحم والمحاجر، حيث تقوم بشراء المركبات لحسابها، ثم تسلمها لمناجم الفحم بناء على عقد البيع الإيجاري؛ لما في هذا العقد من ضمان وحماية لحقوق المؤجر الذي كان له الحق في فسخ العقد، واسترجاع الأموال المسلمة للمستأجر بمجرد إخلال هذا الأخير بسداد قسط واحد من الأقساط المتفق عليها، ثم ازدادت أهمية هذا العقد بامتداده إلى شركات المقاولات وغيرها.
فظهر عقد الليسنج [Leasing]  في الولايات المتحدة الأمريكية عام 1953 م، ثم ظهر في فرنسا تحت تسمية [Credit Bail]  عام 1962 م، وهذا العقد يعتبر حالة جديدة للإجارة المنتهية بالتمليك، إلا أنه اتخذ طابعاً جديداً يتمثل في تدخل طرف ثالث بين طرفي العقد الأصليين - المؤجر والمستأجر -، هذا الطرف الثالث هو الذي يقوم بتمويل العقد بشراء أموال معينة هي في العادة تجهيزات ومعدات صناعية وإنشائية، ثم يقوم بتأجيرها لمن يتعاقد معهما لفترة متفق عليها بينهما، وتكون الفترة طويلة الأجل بغرض استيفاء أموال التمويل، وفي نهاية الفترة للمستأجر الخيار بين إعادة السلعة أو التمديد أو تملك السلعة، فالمؤجر ليس مالكًا للأشياء، بل يشتريها لهذا الغرض.
في معظم الحالات، عندما يتم الدخول في عقد التأجير المنتهي بالتمليك، لا يمتلك المؤجر الملكية موضوع التأجير. وبدلاً من ذلك، يوافق المؤجر على شراء الملكية بمبلغ معين («التكلفة المرسملة») من طرف آخر، مثل وكيل السيارات. وغالبًا ما يلزم المستأجر تقديم المال مقدمًا مقابل التكلفة المرسملة (ويسمى هذا «خفض التكاليف المرسملة» رغم أنها يشار إليها في بعض الأحيان بصورة خاطئة على أنها «دفعة مقدمة»). الفرق بين التكلفة المرسملة (المعدلة) والقيمة المتبقية هي اهتلاك مكون تكلفة التأجير. وإضافة إلى الاهتلاك، يدفع المستأجر أيضًا للمؤجر تكلفة تمويل شراء المركبة، التي يشار إليها على أنها «تأجير» ويتضمن التأجير أيضًا ربح المؤجر.
يمكن دفع التكلفة الإجمالية للتأجير في شكل مبلغ إجمالي واحد أو يستهلكه على مدار مدة التأجير بدفعات دورية (عادة ما تكون شهريًا).
وبصورة عامة يشترط عقد التأجير المنتهي بالتمليك أن يكون المستأجر هو المسؤول عن ضمان الملكية الخاصة، فيما يتعلق بصيانتها وفقًا لشروط المؤجر، ودفع أي ضرائب أو رسوم رخصة التي يمكن تقييمها على المؤجر على أنه صاحب السجل. وعامة يشتمل تأجير السيارات على شرط تحديد مبلغ «الإهلاك الزائد» (أو «الاستخدام») في نهاية مدة التأجير، وفيها يكون المستأجر مسؤولاً عن إرجاع السيارة.
أصبح عقد التأجير المنتهي بالتمليك يحظى بشعبية كبيرة لدى مشتري السيارات في أمريكا الشمالية منذ منتصف ثمانينيات القرن الماضي. تسمح قوانين شيلد في معظم الولايات للمؤجرين بتجنب المسؤولية القانونية المتعلقة بتصرفات المستأجرين، مما تسبب في أن تكون عملية لشركات صناعة السيارات أن تعرض عقود الإيجار مباشرة على المستهلكين دون الخوف من «مسؤولية المبالغ الطائلة» عن الأضرار الناجمة عن الحادث. في تلك الولايات التي تفرض ضريبة استخدام على المركبات، يحتاج المستأجرون فقط لدفع الضرائب بمقدار دفع الإيجار الخاص بهم، وليست القيمة الكاملة للمركبة في وقت الشراء. وأخيرًا، وأهم ما سبق، بما أن المستأجرين لا يدفعون إلا للاستهلاك والتمويل فقط، وليست التكلفة الكلية للسيارة، فقد تكون الدفعات أقل بكثير مما كانت عليه في التمويل القائم على القرض. وهذا يسمح للمستهلكين بتقصير دورة الشراء، وزيادة مبيعات السيارات الجديدة، التي توفر لشركات تصنيع السيارات سببًا للاهتمام ببرامج التأجير في طرق التسويق.
عقد التأجير المنتهي بالتمليك ليس دائمًا هو الخيار الأفضل للمستهلكين. شركات التمويل التي تعرض على المستهلك تأجير السيارة كثيرًا ما تطلب من المستأجرين توقيع بوليصة تأمين الأكثر تكلفة من غيرها الضرورية. في كثير من الأحيان تعرض شركات صناعة السيارات التأجير كأداة مبيعات، وتضخم قيمة الإيجار في القيمة المتبقية؛ وهذا قد يجعل ممارسة خيار الشراء في نهاية التأجير أكثر تكلفة من التمويل البسيط للسيارة على المدى البعيد في المقام الأول. أخيرًا، بسبب زيادة المخاطر المالية التي يقوم بها المؤجر، أصبحت جودة الائتمان العالية مطلوبة للدخول في عقد الإيجار بدلاً من شراء سيارة.
وهو عقد يصفه المتعاقدان بأنه إيجار، ويتفقان على أن يقوم المستأجر في هذه الحالة بدفع أجرة لمدة معينة ينقلب العقد بعدها بيعا، وتعتبر الأجرة التي دفعت على أقساط ثمنا للبيع. وأسماؤه البيع الإيجاري، الإيجار الساتر للبيع، الإيجار الذي ينقلب بيعا، الإيجار المقترن بوعد البيع. ظهر هذا العقد بين الأفراد، ثم انتقل إلى مصانع السكك الحديدية، وبعدها البنوك وغيرها.